# رودریک مک‌گریگور
رودریک مک‌گریگور (انگلیسی: Rhoderick McGrigor; ۱۲ آوریل ۱۸۹۳ – ۳ دسامبر ۱۹۵۹) او یک افسر ارشد نیروی دریایی سلطنتی بود. او در جنگ جهانی اول جنگید و در نبرد گالیپولی و سپس نبرد جوتلند حضور داشت. او همچنین در جنگ جهانی دوم خدمت کرد و در غرق کردن کشتی بیسمارک در ماه مه ۱۹۴۱ شرکت داشت، سمت معاون رئیس ستاد نیروی دریایی (تسلیحات) را بر عهده داشت و فرماندهی اسکادران اول رزم‌ناو را در طول عملیات در سواحل نروژ و کاروان‌ها به شمال روسیه بر عهده داشت. علاوه بر این، او در اوایل دهه ۱۹۵۰ به عنوان فرمانده اول دریا خدمت کرد و بیشتر به عنوان یکی از طرفداران برجسته قدرت هوایی مستقر در ناوهای هواپیمابر به یاد آورده می‌شود.